# Violenza (film)
Violenza (The Gangster) è un film statunitense del 1947 diretto da Gordon Wiles. Prodotto dalla King Brothers Productions e distribuito dalla Allied Artists Pictures, aveva come interpreti Barry Sullivan, Belita,  Joan Lorring, Akim Tamiroff, John Ireland, Harry Morgan, Sheldon Leonard, Fifi D'Orsay, Elisha Cook Jr..
Il film, a sfondo noir, racconta vita travagliata di un gangster. È ispirato al romanzo Low Company di Daniel Fuchs del 1937.

## Produzione
Diretto da Gordon Wiles su una sceneggiatura di Daniel Fuchs e Dalton Trumbo da un soggetto dello stesso Daniel Fuchs, autore del racconto originale, il film fu prodotto dalla King Brothers Productions. Il titolo di una riedizione fu Low Company.

## Distribuzione
Il film fu distribuito negli Stati Uniti il 25 novembre 1947 dalla Allied Artists Pictures e, nel 1978, dalla Allied Artists Home Video per l'home video. È stato poi pubblicato in DVD negli Stati Uniti dalla Warner Home Video nel 2010. In Italia, ribattezzato Violenza, il film ottenne il visto di censura il 23 dicembre 1947.
Alcune delle uscite internazionali sono state:
- in Portogallo il 1º maggio 1951 (O Gangster)
- in Brasile (Guerra Entre Gângsteres)
- in Grecia (O gangster)
- in Italia (Violenza)